# Deanna Russo
Deanna Russo est une actrice américaine née le 17 octobre 1979 dans le New Jersey aux États-Unis d'Amérique.

## Biographie
En 2012, elle a le rôle principal dans le téléfilm américano-canadien Obsession maladive de Philippe Gagnon. Elle y joue aux côtés des acteurs Lauren Holly, Sarah Allen (en) et Paul Greene (en).

## Filmographie

### Cinéma

#### Longs-métrages
- 1992 : Porco Rosso d'Hayao Miyazaki (voix, version anglaise)
- 1995 : Si tu tends l'oreille de Yoshifumi Kondō : lycéenne (voix, version anglaise)
- 2001 : Virgins de Glenn Mobley : l'amie de Whitney
- 2003 : Dirt on leaves de Michael LaPointe : Allison
- 2006 : Rest Stop de John Shiban : Tracy Kress
- 2007 : Believers (en) de Daniel Myrick : Rebecca
- 2011 : Mary Horror de Ryan Scott Weber (en) : Kristen Reynolds
- 2014 : Worst Friends de Ralph Arend : Cassandra
- 2015 : The Dramatics: A Comedy de Scott Rodgers : Rebecca Moss
- 2016 : Jimmy Vestvood: Amerikan Hero (en) de Jonathan Kesselman : Marcy Monroe

#### Courts-métrages
- 2003 : A Moment of Clarity de Leslie Rathe : Claire
- 2005 : The Food Chain: A Hollywood Scarytale de Blain Brown : Diza
- 2006 : In Memory of Rusty de Peter Marshall Smith : Selena Von Carmen
- 2006 : Who You Know de Peter Marshall Smith : Kalla
- 2009 : (323) de Josh Negrin : Katrina
- 2011 : Hipster Tea Party d'Alex Fernie
- 2014 : Do Not Push de Jason Gottlieb : Talia (voix)
- 2016 : Realistic Black Mirror de Jonathan Kesselman : Lonely Woman

### Télévision

#### Séries télévisées
- 2000 : Noah Knows Best (en) : Club Kid
- 2003 : Charmed : Eve
- 2005 : Les Experts : Lori Kyman
- 2006 : Les Experts : Manhattan : Laura Jeffries
- 2007 : How I Met Your Mother : Brooke Bartholomay
- 2007 : NCIS : Enquêtes spéciales : Ashley
- 2007 : Les Feux de l'amour : Dr. Logan Armstrong
- 2008-2009 : Le Retour de K 2000 : Sarah Graiman
- 2009 : FBI : Duo très spécial : Taryn Vandersant
- 2009-2010 : Gossip Girl : K.C. Cunningham
- 2010 : Rescue Me : Les Héros du 11 septembre : Penny Rubano
- 2010-2013 : CollegeHumor (en) Originals : Katy Perry / Kate / Buttercup / Catwoman
- 2011 : Goodnight Burbank (en) : Nerys
- 2012 : Wolfpack of Reseda : Sophie
- 2012-2013 : Burning Love (en) : Tamara G.
- 2013 : Newsreaders (en) : Vanessa Taylor
- 2013-2014 : Being Human : Kat Neely
- 2013 : Tainted Love : Jezebel
- 2013-2014 : Redshirts : Captain Trueheart
- 2013-2014 : The Birthday Boys (en) : Ally DeVine / Linda O'Connell
- 2014 : The Human Condition : Jessie
- 2014 : Satisfaction (en) : Stephanie
- 2014 : Uh, Hey Dude : Molly
- 2014-2015 : Mon oncle Charlie : Laurel
- 2015 : Comedy Bang! Bang! (en) : FBI Agent
- 2015 : UCB (en) Comedy Originals
- 2015 : The League : Brittany Barber
- 2016 : Bajillion Dollar Propertie$ (en) : Cindy Roost
- 2017 : Powerless : Crimson Fox (en)

#### Téléfilms
- 2008 : Ghost Voyage de James Oxford : Serena
- 2010 : Tramps and Ramblers de Jonathan Stark (en) : Riley
- 2012 : Obsession maladive de Philippe Gagnon : Emily Edmonds